# Kijk in de Vegte
Kijk in de Vegte is een van oorsprong Nederlandse achternaam. De naam komt van een verdedigingswerk dat door zijn ligging aan de uitstroom van de Overijsselse Vecht Kijk in de Vechte genoemd werd.

## Aantallen naamdragers

### Nederland
In Nederland kwam de naam in 2007 285 keer voor. De grootste concentratie woonde toen in Dalfsen met 0,093% van de bevolking daar.

### België
In België kwam de naam zowel in 1998 als in 2008 niet voor.

## Nederlandse personen
- Jeroen Kijk in de Vegte (1974), televisiepresentator en radio-DJ
- Erna Last-Kijk in de Vegte (1986), schaatsster.